# Popești (Miclești), Vaslui
Popești este un sat în comuna Miclești din județul Vaslui, Moldova, România.
Satul are o populație de 444 locuitori (2002), însă în prezent mai deține doar 235 locuitori.

## Obiective turistice
- Biserica de lemn din Popești, Vaslui - monument istoric datând din 1793; se află în cimitirul aflat la circa 500 metri nord-est de sat

 Acest articol despre o localitate din județul Vaslui este deocamdată un ciot. Puteți ajuta Wikipedia prin completarea lui.